# Природа и люди
«Природа и люди» — еженедельный иллюстрированный журнал, издававшийся в России с ноября 1889 года по апрель 1918 года издательством П. П. Сойкина в Санкт-Петербурге. С 1906 года имел подзаголовок «Иллюстрированный журнал науки, искусства и литературы». Всего, за 28 лет жизни журнала было напечатано 1470 номеров. Журнал «Природа и люди» с самого начала стал популярным среди разных слоёв населения, несмотря на то, что в нём печатались статьи на высоком научном уровне (о популярности нового журнала говорит хотя бы тот факт, что первые номера журнала разошлись столь быстро, что пришлось напечатать второй и третий тиражи).
Свидетельство на товарный знак (знак обслуживания) №786930

## Области публикаций
В журнале публиковались работы Я. И. Перельмана (в 1914 г. он стал ответственным секретарем редакции этого издания, с завидной частотой печатал в нём свои материалы), статьи участников Императорского русского географического общества, К. Э. Циолковского (на то время многими считавшегося учёным с утопическими идеями). В журнале также были головоломки и задачи. Журнал знакомил читателей с последними техническими новинками со всего мира, в нём публиковались очерки историков и путешественников, читатели узнавали о жизни далёких стран и неизвестных народов. Речь в статьях шла практически обо всех областях человеческого знания. В журнале публиковались биографические очерки о деятелях науки, занимательные статьи о географии и этнографии, популярные очерки по химии, физике и ботанике, научно-фантастические романы и исторические повести. Новости об открытиях, о неизученных видах животных, об инженерных новинках шли под рубриками «Со всех концов света» и «Курьезные изобретения».
В качестве приложений выходили также журналы:
- «Современная жизнь» (1903—05 гг.);
- «Мир приключений» (1910—28 гг.);
- «Знание для всех» (1913—17 гг.);

Серии:
- Библиотека романов «Приключения на суше и на море» (1902—15 гг.);
- «Библиотека знания» (1913—14 гг.);
- Собрания сочинений и отдельные произведения русских и зарубежных писателей (1903—16 гг.)[2].

## Редакционная группа
Сойкин Пётр Петрович за свою жизнь выпустил множество различных печатных изданий: 25 собраний сочинений крупнейших писателей, 33 книжные серии, 32 журнала. Он уделял особое внимание изданиям, направленным на просвещение людей (а не просто развлекательной литературе). Он смог издать сотни книг и журналов по науке, технике, истории, географии.
Ответственным редактором нового журнала был официально утвержден старший из братьев Груздевых, доктор медицины Сергей Сергеевич Груздев, но вся редакционная работа лежала на его младших братьях — студенте-медике Викторине Сергеевиче и почвоведе Фавсте Сергеевиче.
В 1914 г. ответственным секретарем редакции журнала стал известный популяризатор науки Яков Исидорович Перельман, часто печатавший в нём свои материалы (за годы работы в редакции на страницах журнала появилось более пятисот статей, очерков и заметок за его авторством, основная часть которых была посвящена самым разным вопросам из области астрономии, физики, математики и техники).
Редакторы:
- Ноябрь 1889 года — ноябрь 1905 года — С. С. Груздев. (фактически редактировали журнал В. С. Груздев и П. П. Сойкин)
- Ноябрь 1905 года — февраль 1918 года — П. П. Сойкин.
- Февраль 1918 года — апрель 1918 года — Я. И. Перельман[2].

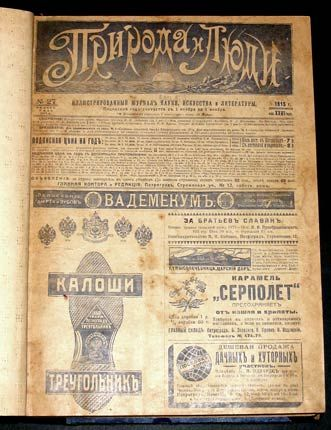
Oбложка № 27 за 1913? год
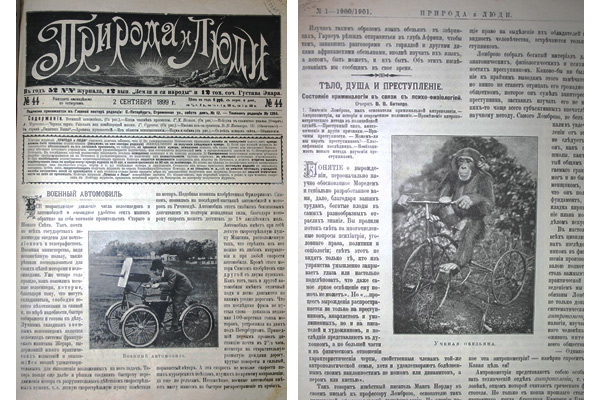
Первые 2 страницы № 44 за 1899 год
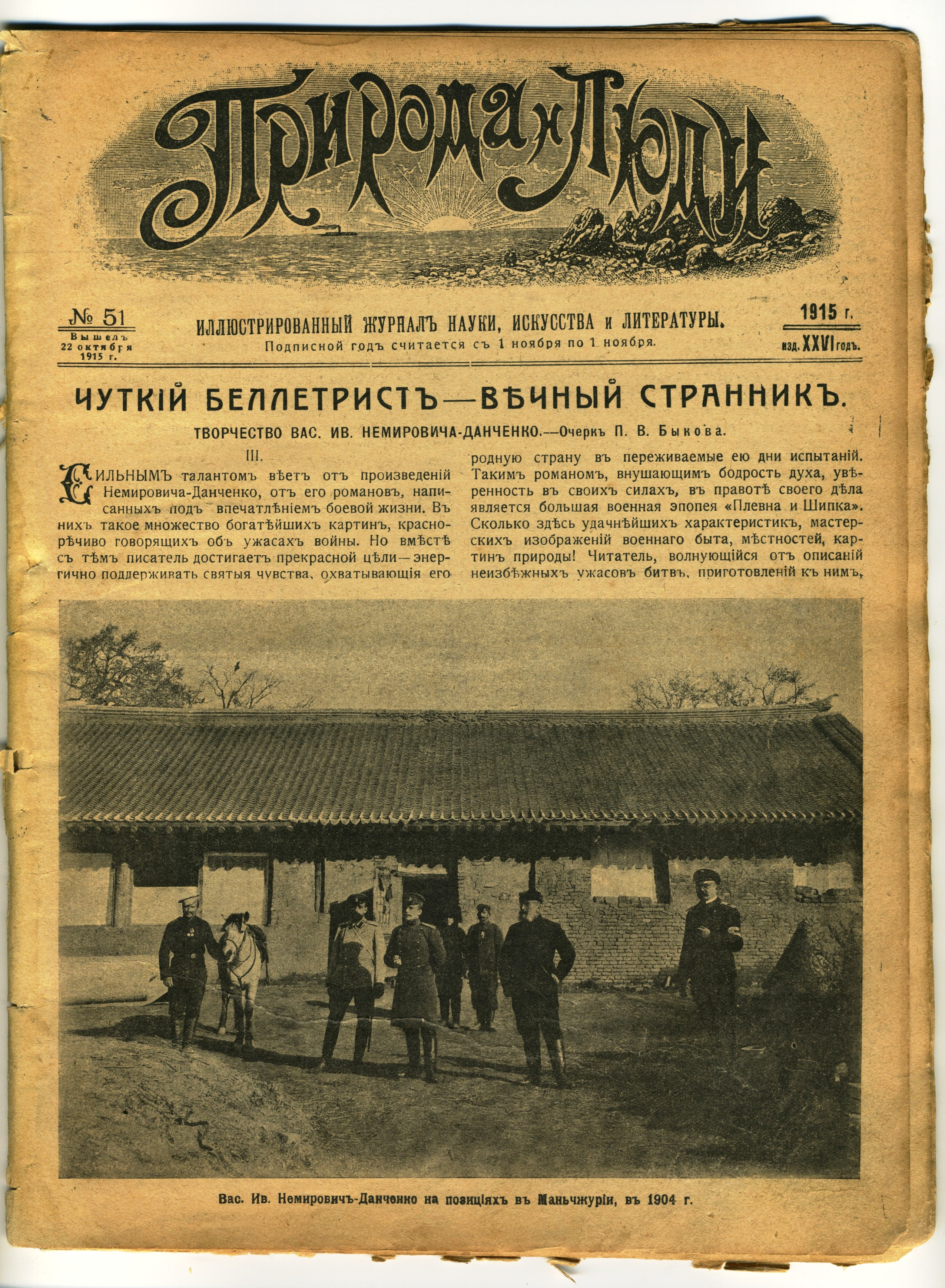
Первая страница № 51 за 1915 год
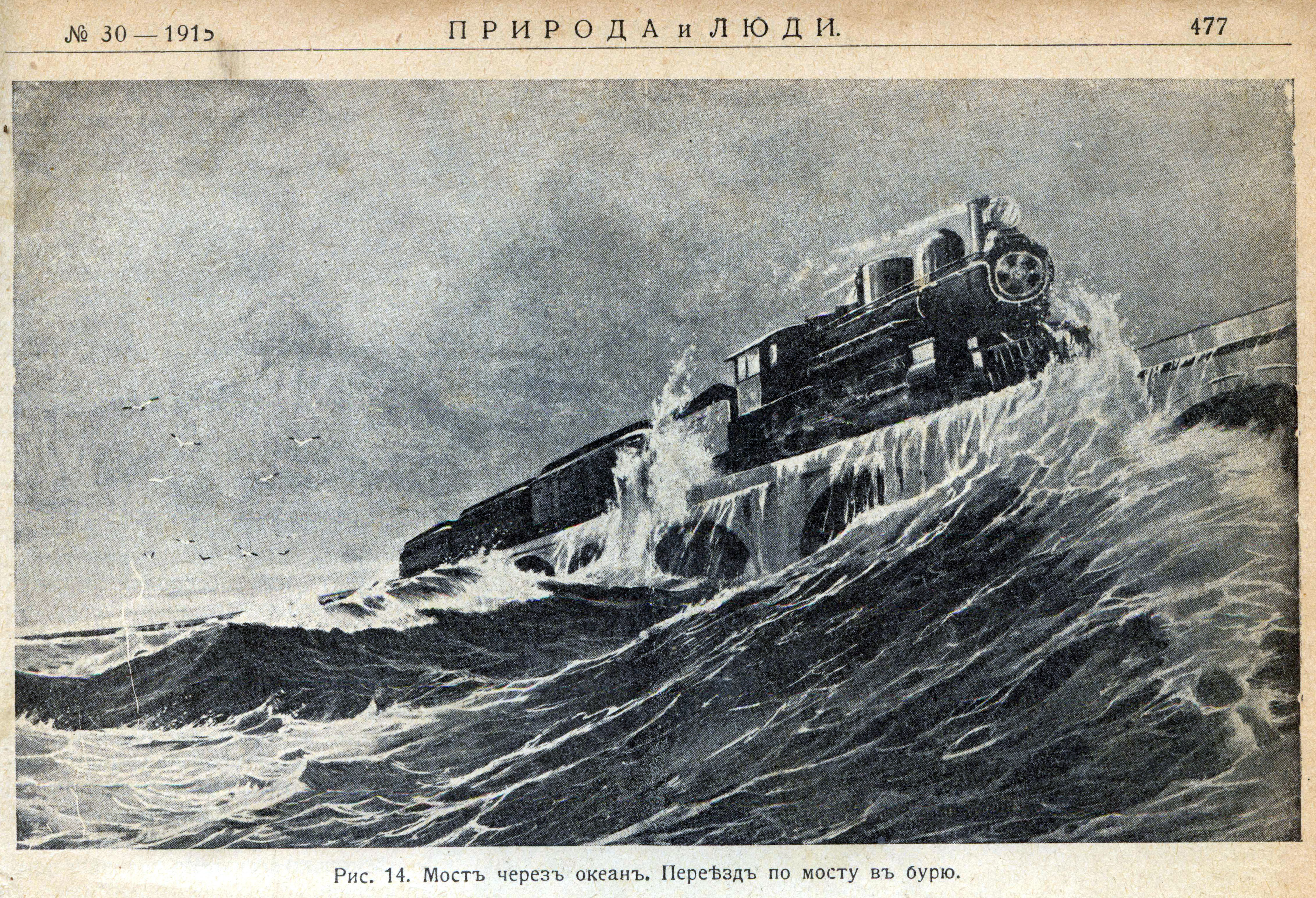
Иллюстрация к статье о морской железной дороге

## Интересные факты

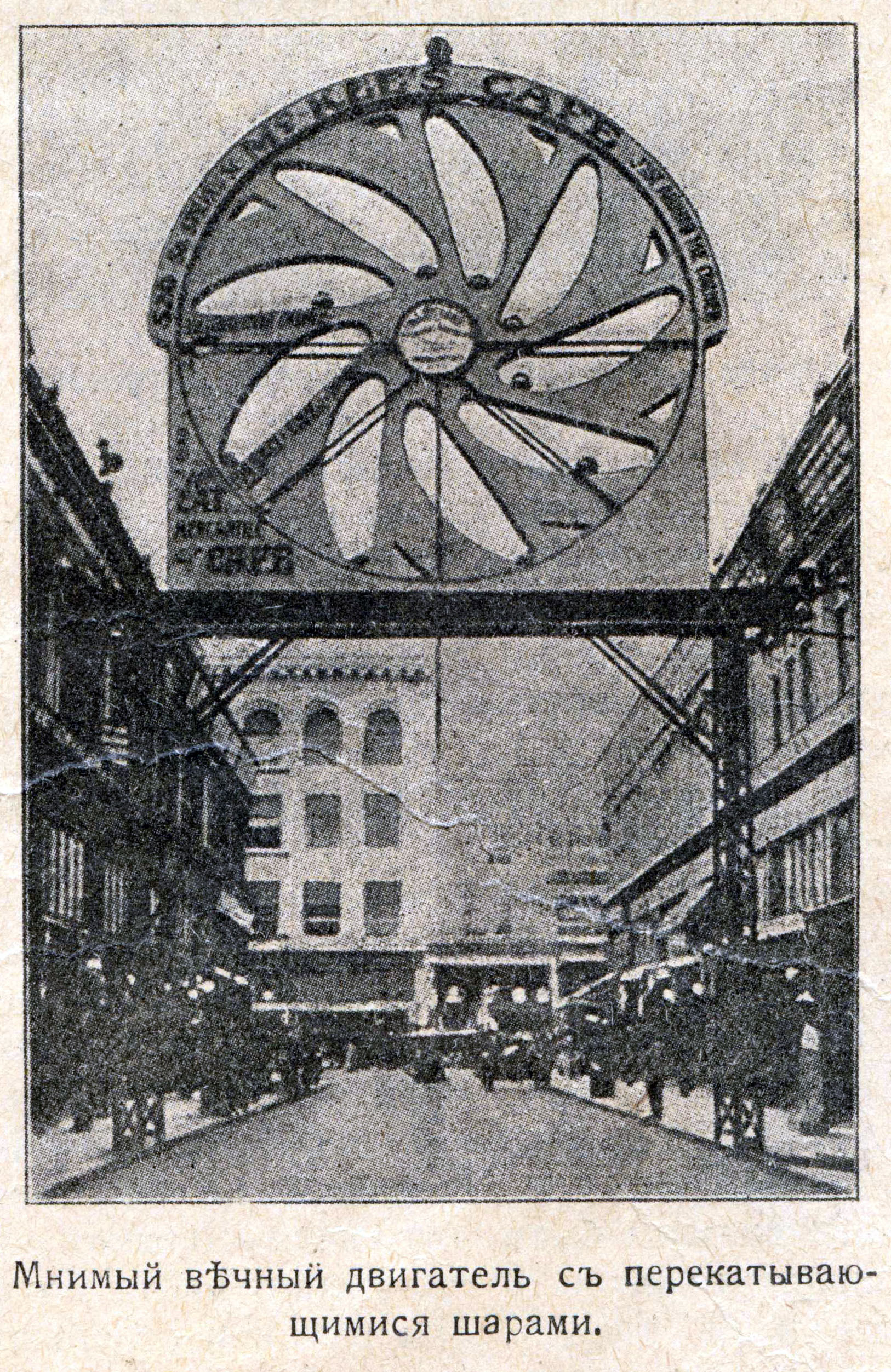
Иллюстрация из более чем 30 советских изданий «Занимательной физики», публиковавшаяся до 1970-х годов.

- Из-за обилия своих публикаций в журнале Я. И. Перельман использовал несколько псевдонимов, например «П. Я-в», «П. Рельман», «Я. Лесной», «П. Сильвестров», «Цифиркин», «Я. Недымов» и другие[4].
- Перельман использовал в своих книгах фотографии и иллюстрации из «своего» журнала. Так, во множестве изданий «Занимательной физики» от использовал фотографию — рекламу кафе с мнимым вечным двигателем с перекатывающимися шарами (на самом деле в «вечном двигателе» был привод либо колесу придавался сильный начальный импульс). Фотография была опубликована в журнале в 1915 году[5], после чего (ретушированная) иллюстрировала книгу Перельмана во всех изданиях до 1979 года («Занимательная физика». М, «Наука», 1979, в 2 т.).